# Kozacka miłość
Kozacka miłość (ros. Пока станица спит – Poka stanica spit, w tłum. Gdy stanica śpi) – rosyjsko-ukraiński serial obyczajowy w reżyserii Bata Niedicza, Jeleny Cypłakowej, Aleksandra Mochowa oraz Olega Maslennikowa. Produkcja i emisja serialu odbywały się w latach 2013–2014. Serial premierowo był emitowany w stacjach Inter (Ukraina) oraz Rossija 1 (Rosja).

## Streszczenie fabuły
Akcja serialu rozgrywa się na ukraińskiej prowincji na przełomie XIX i XX wieku. Aktorzy wcielają się w Kozaków. Młoda dziewczyna, córka bogatego i wpływowego kozaka, Marysia Sotnik (Zoriana Marczenko) podczas przejażdżki bryczką o mało nie ulega wypadkowi. Z opresji ratuje ją biedny szlachcic – Stiepan Gruszyn (Wiaczesław Drobinkow), który przybywa do jej rodzinnej stanicy. Marysia zakochuje się w młodym szlachcicu i za wszelką cenę chce, by został jej mężem. Stiepan jednak jest bardzo zakochany w Alenie Skorniakowej (Jekatierina Olkina); planuje z nią potajemny ślub i wspólne życie. Ucieka z ukochaną przed gniewem rodziców i ukrywa się w stanicy Ignatowskiej wynajmując izbę u samotnie mieszkającej Lubaszy. W Alonie natomiast zakochał się Pietr Kolewanow (Aleksandr Mochow), popierany przez jej rodziców, którzy chcą ją wydać, aby spłacić rodzinne długi.
Kontynuacją serialu jest Stepowa miłość (z org. tłum. Ostatni janczar), której premiera w TVP nastąpiła 26 stycznia 2022 roku.

## Obsada

### Obsada aktorska
| Aktor                    | Rola                                |
| ------------------------ | ----------------------------------- |
| Zoriana Marczenko        | Marysia Sotnik-Gruszyna             |
| Wiaczesław Drobinkow     | Stiepan Gruszyn                     |
| Artiom Aleksiejew        | Fiedor Sotnik                       |
| Dmitrij Arbienin         | Nikoła Sotnik                       |
| Darja Jegorowa           | Olga Sawieljewna Rogożyn-Sotnik     |
| Tatjana Lalina           | Gruszeńka Sotnik                    |
| Dmitrij Nazarow          | Grigorij Sotnik                     |
| Inna Miroszniczenko      | Sofja Gruszyna                      |
| Oleg Primogienow         | Iłłarion Gruszyn                    |
| Aleksandr Mochow         | Piotr Awierjanycz Kolewanow         |
| Kiriłł Zaporożskij       | Aleksander Mikołajewicz Leżniow     |
| Aleksandr Kobzarʹ        | Ilja Sawieljewicz Rogożyn           |
| Anatolij Chostikojew     | Gawriło Pietrowicz                  |
| Natalija Sumskaja        | Wiera Pietrowna                     |
| Galina Biezruk           | Oksana Sotnik                       |
| Jekatierina Olkina       | Alona Tichonówna Skorniakowa        |
| Aleksandr Gietmanskij    | Tichon Fiodorowicz Skorniakow       |
| Swietłana Potanina       | Warwara Skorniakowa                 |
| Ołesia Żurakiwśka        | Lubasza                             |
| Stanisław Bokłan         | Koźma Kolesow                       |
| Władimir Gorianskij      | Timofiej Soroka                     |
| Gieorgij Chostikojew     | Bogdan Czałyj                       |
| Jewa Awiejewa            | Katiusza                            |
| Darja Pitierowa          | Głasza                              |
| Nadieżda Kostiuk-Markowa | Zosia                               |
| Anna Saliwanczuk         | Anfisa Pawłowna Bobrowa             |
| Siergiej Dieriewianko    | Ignatij Siczkin                     |
| Olga Bierieżnaja         | Monika                              |
| Witalij Iwanczenko       | Michaił Iwanowicz Gładysz           |
| Igorʹ Roda               | Gierasim Aleksandrowicz Lebieda     |
| Olesʹ Kacyon             | Nikodem Siemionow                   |
| Andriej Walenskij        | Matwiej Onufrijenko                 |
| Wiaczesław Dowżenko      | Anton Mucha                         |
| Jurij Jakowlew-Suchanow  | Konstantin                          |
| Andriej Tartakow         | Siemion Drobysz                     |
| Olga Wasiljewa           | Ustinia Drobyszowa                  |
| Tatjana Szeliga          | Choziajka (gospodyni)               |
| Michaił August           | żandarm                             |
| Aleksandr Fieklistow     | Maksymilian Goriuchin               |
| Aleksandr Jariema        | Jakow Jegorycz Karasik              |
| Maksim Zapisocznyj       | Miroszka                            |
| Jurij Jewsiukow          | Sierafim                            |
| Albina Kabalina          | Duniasza                            |
| Ałła Siergijko           | Łukierja                            |
| Igorʹ Portianko          | Bułyga                              |
| Andriej Mieżulis         | Boris Kuczniew                      |
| Ałła Maslennikowa        | Antonina Mucha (matka Antona Muchy) |
| Władlena Marczak         | Marfusza Mucha                      |
| Andriej Pawlenko         | Tit Pankow                          |
| Władimir Prokoszyn       | Jewgenij Pietrow                    |
| Misza Chomienko          | Kośka                               |
| Maksim Saczkow           | Waśka                               |
| Bogdan Jusipczuk         | Taras                               |
| Marija Chomutowa         | Aniuta                              |
| Konstantin Czernokryluk  | Posylnyj (Posłaniec)                |
| Jewgienij Smorigin       | Kozak                               |
| Aleksandr Popow          | Awdiuszka                           |
| Pawieł Lewickij          | Pietro                              |
| Jelena Turbał            | Tatiana                             |
| Natalja Klenina          | Fienia                              |
| Konstantin Korieckij     | Miszka                              |
| Tatjana Ignaszkina       | Stiepanida                          |
| Witalina Bibliw          | pierwsza baba                       |
| Natalja Korieckaja       | Gala                                |
| Walentin Bojko           | Faddiej                             |
| Leonid Titow             | Kaznaczej (Skarbnik)                |
| Jekatierina Sawienkowa   | Lizawieta                           |
| Lina Budnik              | Frosia                              |
| Władimir Stawickij       | Jan Karłowicz Ostin                 |
| Nikołaj Olejnik          | Batiuszka                           |
| Nikołaj Karcew           | Swiaszczennik (kapłan) Iłłarion     |
| Konstantin Daniluk       | pierwszy muzykant                   |
| Walerij Jurczenko        | Garmonist (harmonista)              |
| Julija Biesieda          | Gornicznaja (pokojówka)             |
| Aleksandr Rachubienko    | Bułkin                              |
| Irina Bibik              | Gorożanka (mieszczanka)             |
| Władimir Gonczarow       | Izwozczik (dorożkarz)               |
| Wilen Babiczew           | Torgowiec (kupiec)                  |
| Roman Szepiel            | postać epizodyczna                  |
| Siergiej Bondarienko     | Adwokat                             |
| Olga Winiczenko          | Głasza                              |
| Timur Asłanow            | Jefim Fiodorowicz Pritykin          |
| Irina Bardakowa          | Nina                                |
| Siergiej Wolanowskij     | Mawrikij Swistunow                  |
| Darja Barichaszwili      | postać epizodyczna                  |
| Aleksandr Pieczerica     | Sidor                               |
| Rusłan Miroszniczenko    | Kozak                               |
| Tatjana Leszczenko       | Stanicznaja Kazaczka                |
| Igorʹ Łysiuk             | Stanicznikysiuk                     |
| Witalij Matwijenko       | Sługa                               |
| Roman Lach               | Saszko                              |
| Alisa Diebabowa-Łukszyna | Kazaczka (kozaczka)                 |
| Aleksiej Awramienko      | postać epizodyczna                  |
| Tatjana Jesaulenko       | Niura                               |
| Aleksandr Pożarskij      | postać epizodyczna                  |
| Aleksiej Paszczenko      | Morożenszczik (lodziarz)            |
| Aleksiej Sklarienko      | Kozak                               |
| Wiaczesław Bystrow       | postać epizodyczna                  |
| Artiom Kalczenko         | Policejskij (policjant)             |

## Spis serii
| Seria | Odcinki     | Emisja premierowa ( Inter) | Emisja premierowa ( Inter) | Emisja premierowa ( Rossija 1) | Emisja premierowa ( Rossija 1) | Emisja w Polsce ( TVP2) | Emisja w Polsce ( TVP2) | Emisja w Polsce ( TVP2)   |
| Seria | Odcinki     | Premiera                   | Finał                      | Premiera                       | Finał                          | Premiera                | Finał                   | Pora emisji               |
| ----- | ----------- | -------------------------- | -------------------------- | ------------------------------ | ------------------------------ | ----------------------- | ----------------------- | ------------------------- |
| 1.    | 1–270 (270) | 6 stycznia 2014            | 30 grudnia 2014            | 13 stycznia 2014               | 30 grudnia 2014                | 30 listopada 2020       | 25 stycznia 2022        | poniedziałek–piątek 18.45 |